# Zoppè di Cadore
Zoppè di Cadore (velenceiül Sopè de Cador) település Olaszországban, Veneto régióban, Belluno megyében. Lakosainak száma 195 fő (2023. január 1.). Zoppè di Cadore Vodo di Cadore és Val di Zoldo községekkel határos.

## Népesség
A település lakossága az elmúlt években az alábbi módon változott:
| Lakosok száma | 229  | 218  | 195  |
|               | 2017 | 2018 | 2023 |